# Szászfa, Borsod-Abaúj-Zemplén
Szászfa este un sat în districtul Szikszó, județul Borsod-Abaúj-Zemplén, Ungaria, având o populație de 144 de locuitori (2011). 

## Demografie
Componența etnică a satului Szászfa
     Maghiari (91,72%)
     Romi (8,28%)
Componența confesională a satului Szászfa
     Reformați (29,86%)
     Greco-catolici (27,78%)
     Romano-catolici (27,78%)
     Fără religie (5,56%)
     Necunoscută (9,03%)
Conform recensământului din 2011, satul Szászfa avea 144 de locuitori. Din punct de vedere etnic, majoritatea locuitorilor (91,72%) erau maghiari, cu o minoritate de romi (8,28%). Nu există o religie majoritară, locuitorii fiind reformați (29,86%), romano-catolici (27,78%), greco-catolici (27,78%) și persoane fără religie (5,56%). Pentru 9,03% din locuitori nu este cunoscută apartenența confesională.